# Gorenjci pri Adlešičih
Gorenjci pri Adlešičih so naselje v Občini Črnomelj.

## Geografija
Pomembnejša bližnja naselja so: Adlešiči (1 km) in Črnomelj (13 km).